# Ceropegia juncea
Ceropegia juncea är en oleanderväxtart som beskrevs av William Roxburgh. Ceropegia juncea ingår i släktet Ceropegia och familjen oleanderväxter. Inga underarter finns listade i Catalogue of Life.